# Musiques au cœur
 (juin 2020).
Si vous disposez d'ouvrages ou d'articles de référence ou si vous connaissez des sites web de qualité traitant du thème abordé ici, merci de compléter l'article en donnant les références utiles à sa vérifiabilité et en les liant à la section « Notes et références ».
Musiques au cœur était une émission française diffusée sur Antenne 2, puis France 2. Elle était présentée par Ève Ruggiéri de 1982 à 2009.